# Valeur instrumentale et intrinsèque
En philosophie morale, la distinction entre valeur instrumentale et intrinsèque est la distinction entre ce qui est un « moyen en vue d'une fin » et ce qui est une « fin en soi ». Les choses sont considérées comme ayant une valeur instrumentale si elles aident à atteindre une fin particulière ; les valeurs intrinsèques, en revanche, sont considérées comme souhaitables en elles-mêmes. Un outil comme un marteau a une valeur instrumentale car il aide à enfoncer un clou, de même pour une machine à laver car elle aide à laver des vêtements. 
Le bonheur et le plaisir sont généralement considérés comme ayant une valeur intrinsèque dans la mesure où demander « pourquoi » quelqu'un les voudrait n'a pas vraiment de sens : ils sont désirables pour eux-mêmes, quelle que soit leur éventuelle valeur instrumentale. Un objectif visant une valeur instrumentale est nommé objectif instrumental, et un objectif visant une valeur intrinsèque est nommé objectif « ultime », ou « final ». Les notions de valeurs instrumental et intrinsèque proviennent du sociologue Max Weber, qui a passé des années à étudier le sens que les gens attribuent à leurs actions et à leurs croyances.